# Прешак (Жер)
Преша́к (фр. Préchac) — коммуна во Франции, находится в регионе Юг — Пиренеи. Департамент — Жер. Входит в состав кантона Флёранс. Округ коммуны — Кондом.
Код INSEE коммуны — 32329.

## География

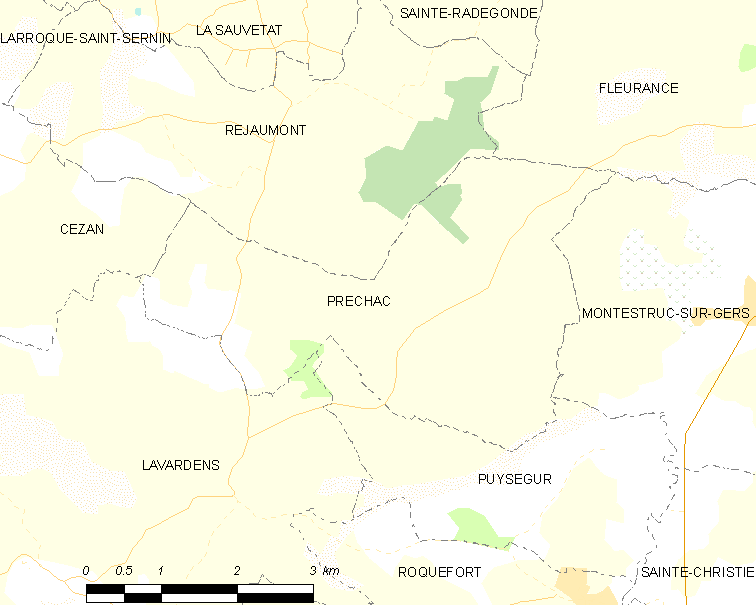
Карта коммуны

Коммуна расположена приблизительно в 580 км к югу от Парижа, в 75 км западнее Тулузы, в 17 км к северу от Оша.
На севере коммуны протекает река Ус.

## Климат
Климат умеренно-океанический. Лето жаркое и немного дождливое, температура часто превышает 35 °С. Зимой часто бывает отрицательная температура и ночные заморозки. Годовое количество осадков — 700—900 мм.

## Население
Население коммуны на 2010 год составляло 165 человек.
| 1962 | 1968 | 1975 | 1982 | 1990 | 1999 | 2010 |
| ---- | ---- | ---- | ---- | ---- | ---- | ---- |
| 185  | 181  | 144  | 136  | 133  | 153  | 165  |

## Администрация
| Период | Период | Фамилия       | Партия | Примечания |
| ------ | ------ | ------------- | ------ | ---------- |
| 2001   | 2014   | Макс Кусто    |        |            |
| 2014   | 2020   | Пьер Пеллефиг |        |            |

## Экономика
В 2010 году среди 100 человек трудоспособного возраста (15-64 лет) 74 были экономически активными, 26 — неактивными (показатель активности — 74,0 %, в 1999 году было 68,2 %). Из 74 активных жителей работали 67 человек (37 мужчин и 30 женщин), безработных было 7 (2 мужчин и 5 женщин). Среди 26 неактивных 11 человек были учениками или студентами, 7 — пенсионерами, 8 были неактивными по другим причинам.